# José Leandro Ferreira
José Leandro de Souza Ferreira, detto Leandro (Cabo Frio, 17 marzo 1959), è un ex calciatore brasiliano, di ruolo difensore.

## Carriera
Ricoprì il ruolo di terzino destro nella Nazionale brasiliana nel Campionato mondiale di calcio 1982 in Spagna. Nonostante fosse un difensore, era dotato di una notevole abilità nel dribbling e nel palleggio e spesso si spingeva in attacco nel ruolo di ala destra.
Fu convocato nella nazionale brasiliana anche per il Campionato mondiale di calcio 1986 in Messico, ma rifiutò di partecipare per contrasti con l'allenatore Telê Santana.
In seguito ha gestito, insieme alla propria famiglia, un albergo a Cabo Frio, la città dove è nato.

## Palmarès

### Competizioni nazionali
- Campionato carioca: 5

Flamengo: 1978, 1979, 1979 speciale, 1981, 1986
- Campionato brasiliano: 4

Flamengo: 1980, 1982, 1983, 1987
- Coppa del Brasile: 1

Flamengo: 1990

### Competizioni internazionali
- Coppa Libertadores: 1

Flamengo: 1981
- Coppa Intercontinentale: 1

Flamengo: 1981

### Individuali
- Bola de Prata: 2

1982, 1985